# Boulhilat
Boulhilat (în arabă بوالحيلات) este o comună din provincia Batna, Algeria.
Populația comunei este de 7.177 de locuitori (2008).